# 1410
Il 1410 (MCDX in numeri romani) è un anno  del XV secolo.

## Eventi
- 29 marzo – Capitolazione di Oristano: Pace Di San Martino. Firmatari: Pietro Torrelles e Leonardo Cubello.
- A Venezia Benedetto Riino pubblica il primo ed il più completo erbario dell'epoca.
- 15 luglio - Battaglia di Grunwald: Nel corso della guerra polacco-lituano-teutonica, i cavalieri teutonici vengono sconfitti dall'alleanza della Corona del Regno di Polonia e del Granducato di Lituania.
- 26 luglio - 19 settembre - Assedio di Marienburg: Le forze polacche e lituane congiunte, sotto il comando del re Jogaila e del granduca Vitoldo, assediarono il castello nel tentativo della conquista totale della Prussia, ma furono respinte dai Cavalieri dell'Ordine teutonico.

## Nati
- 15 febbraio - Oddo Fortebraccio, nobile e condottiero italiano († 1425)
- 23 febbraio - Lorenzo Bonincontri, astrologo, umanista e storico italiano († 1491)
- 22 marzo - Niccolò Della Luna, umanista italiano
- Vincenzo Amidani, funzionario italiano († 1475)
- Antonio Malfante, mercante e esploratore italiano († 1450)
- Malatesta Ariosto, scrittore italiano († 1476)
- Arnoldo di Egmond, nobile olandese († 1473)
- Francesco II del Balzo, nobile italiano († 1482)
- Ermolao Barbaro il Vecchio, umanista e vescovo cattolico italiano († 1471)
- Feo Belcari, poeta e drammaturgo italiano († 1484)
- Bertola da Novate, ingegnere italiano († 1475)
- Giovanni Bianchini, matematico e astronomo italiano († 1469)
- Giovanni Matteo Bottigella, umanista italiano († 1486)
- Angelo Carletti, francescano, letterato e umanista italiano († 1495)
- Etienne Chevalier, politico francese († 1474)
- Michele Critoboulos, politico e storico bizantino († 1470)
- Lekë Dukagjini, condottiero albanese († 1481)
- Ludwig von Erlichshausen, nobile tedesco († 1467)
- Polidoro Foscari, arcivescovo cattolico italiano († 1450)
- Gennadio di Novgorod, monaco cristiano, arcivescovo ortodosso e santo russo († 1505)
- Giorgio Gonzaga, nobile italiano († 1487)
- Hatice Halime Hatun, principessa turca († 1440)
- Margherita di Brandeburgo, principessa († 1465)
- Ibn Taghribirdi, storico egiziano († 1470)
- Joanot Martorell, scrittore spagnolo († 1465)
- Johannes Mentelin, tipografo tedesco († 1478)
- Pietro di Giovanni d'Ambrosio, pittore italiano († 1449)
- Paride del Pozzo, giurista italiano († 1493)
- Gabriele Rangone, cardinale e arcivescovo cattolico italiano († 1486)
- Ricciarda di Saluzzo, nobile († 1474)
- William Sinclair, I conte di Caithness, nobile scozzese († 1484)
- Erzsébet Szilágyi, sovrano ungherese († 1483)
- Luca Taiamonte, scultore italiano
- Uesugi Norizane, militare giapponese († 1466)
- Vecchietta, pittore, scultore e orafo italiano († 1480)
- Tebaldo di Lussemburgo, cardinale e vescovo cattolico francese († 1477)
- Álvaro de Zúñiga, nobile spagnolo († 1488)

## Morti
- 26 gennaio - Bartolo di Fredi, pittore italiano
- 5 marzo - Matteo da Cracovia, cardinale e vescovo cattolico tedesco
- 14 marzo - Benedetto da Piombino, giurista e diplomatico italiano (n. 1340)
- 14 marzo - Spinello Aretino, pittore italiano
- 16 marzo - John Beaufort, I conte di Somerset, nobile
- 3 maggio - Antipapa Alessandro V, cardinale e arcivescovo cattolico italiano (n. 1339)
- 18 maggio - Roberto del Palatinato, sovrano tedesco (n. 1352)
- 23 maggio - Premislavo I Noszak di Teschen, duca
- 31 maggio - Martino I d'Aragona, re (n. 1356)
- 4 giugno - Margherita di Boemia (n. 1373)
- 6 luglio - Vuk Lazarević, principe serbo (n. 1380)
- 15 luglio - Ulrich von Jungingen, cavaliere medievale tedesco (n. 1360)
- 15 luglio - Friedrich von Wallenrode
- 12 agosto - Vladimiro il Temerario, principe russo (n. 1353)
- 13 agosto - Niccolò Colonna, italiano
- 16 agosto - Francesco Datini, mercante italiano
- 19 agosto - Luigi II di Borbone, conte francese (n. 1337)
- 28 settembre - Giovanni Sokol di Lamberk, nobile ceco
- 16 ottobre - Giovanni Migliorati, cardinale italiano
- 1º novembre - Artaud de Mélan, vescovo cattolico italiano
- 15 novembre - Giovanna di Baviera-Straubing, nobile tedesca
- 9 dicembre - Pierre de Thury, cardinale e vescovo cattolico francese
- Beatrice di Navarra, nobile (n. 1386)
- Manuele Caleca, monaco cristiano, letterato e teologo bizantino (n. 1360)
- Maddalena di Baviera, nobildonna tedesca (n. 1388)
- Matteo I di Costantinopoli, arcivescovo ortodosso bizantino
- Ottaviano Ottaviani, cardinale italiano
- Teodoro Paleologo Cantacuzeno, nobile e diplomatico bizantino
- Pulad, condottiero mongolo
- Lippo di Dalmasio, pittore italiano
- Antonio Spolitano, vescovo cattolico italiano
- Johannes Tapissier, compositore e cantore francese (n. 1370)
- Beatrice Visconti, nobildonna italiana (n. 1350)
- Agnese I di Brunswick-Lüneburg, nobile tedesca

## Calendario
| Calendario 1410 | Calendario 1410 | Calendario 1410 | Calendario 1410 | Calendario 1410 | Calendario 1410 | Calendario 1410 | Calendario 1410 | Calendario 1410 | Calendario 1410 | Calendario 1410 | Calendario 1410 | Calendario 1410 | Calendario 1410 | Calendario 1410 | Calendario 1410 | Calendario 1410 | Calendario 1410 | Calendario 1410 | Calendario 1410 | Calendario 1410 | Calendario 1410 | Calendario 1410 | Calendario 1410 | Calendario 1410 | Calendario 1410 | Calendario 1410 | Calendario 1410 | Calendario 1410 | Calendario 1410 | Calendario 1410 | Calendario 1410 | Calendario 1410 |
| --------------- | --------------- | --------------- | --------------- | --------------- | --------------- | --------------- | --------------- | --------------- | --------------- | --------------- | --------------- | --------------- | --------------- | --------------- | --------------- | --------------- | --------------- | --------------- | --------------- | --------------- | --------------- | --------------- | --------------- | --------------- | --------------- | --------------- | --------------- | --------------- | --------------- | --------------- | --------------- | --------------- |
|                 | 1               | 2               | 3               | 4               | 5               | 6               | 7               | 8               | 9               | 10              | 11              | 12              | 13              | 14              | 15              | 16              | 17              | 18              | 19              | 20              | 21              | 22              | 23              | 24              | 25              | 26              | 27              | 28              | 29              | 30              | 31              |                 |
| Gennaio         | Me              | Gi              | Ve              | Sa              | Do              | Lu              | Ma              | Me              | Gi              | Ve              | Sa              | Do              | Lu              | Ma              | Me              | Gi              | Ve              | Sa              | Do              | Lu              | Ma              | Me              | Gi              | Ve              | Sa              | Do              | Lu              | Ma              | Me              | Gi              | Ve              |                 |
| Febbraio        | Sa              | Do              | Lu              | Ma              | Me              | Gi              | Ve              | Sa              | Do              | Lu              | Ma              | Me              | Gi              | Ve              | Sa              | Do              | Lu              | Ma              | Me              | Gi              | Ve              | Sa              | Do              | Lu              | Ma              | Me              | Gi              | Ve              |                 |                 |                 |                 |
| Marzo           | Sa              | Do              | Lu              | Ma              | Me              | Gi              | Ve              | Sa              | Do              | Lu              | Ma              | Me              | Gi              | Ve              | Sa              | Do              | Lu              | Ma              | Me              | Gi              | Ve              | Sa              | Do              | Lu              | Ma              | Me              | Gi              | Ve              | Sa              | Do              | Lu              |                 |
| Aprile          | Ma              | Me              | Gi              | Ve              | Sa              | Do              | Lu              | Ma              | Me              | Gi              | Ve              | Sa              | Do              | Lu              | Ma              | Me              | Gi              | Ve              | Sa              | Do              | Lu              | Ma              | Me              | Gi              | Ve              | Sa              | Do              | Lu              | Ma              | Me              |                 |                 |
| Maggio          | Gi              | Ve              | Sa              | Do              | Lu              | Ma              | Me              | Gi              | Ve              | Sa              | Do              | Lu              | Ma              | Me              | Gi              | Ve              | Sa              | Do              | Lu              | Ma              | Me              | Gi              | Ve              | Sa              | Do              | Lu              | Ma              | Me              | Gi              | Ve              | Sa              |                 |
| Giugno          | Do              | Lu              | Ma              | Me              | Gi              | Ve              | Sa              | Do              | Lu              | Ma              | Me              | Gi              | Ve              | Sa              | Do              | Lu              | Ma              | Me              | Gi              | Ve              | Sa              | Do              | Lu              | Ma              | Me              | Gi              | Ve              | Sa              | Do              | Lu              |                 |                 |
| Luglio          | Ma              | Me              | Gi              | Ve              | Sa              | Do              | Lu              | Ma              | Me              | Gi              | Ve              | Sa              | Do              | Lu              | Ma              | Me              | Gi              | Ve              | Sa              | Do              | Lu              | Ma              | Me              | Gi              | Ve              | Sa              | Do              | Lu              | Ma              | Me              | Gi              |                 |
| Agosto          | Ve              | Sa              | Do              | Lu              | Ma              | Me              | Gi              | Ve              | Sa              | Do              | Lu              | Ma              | Me              | Gi              | Ve              | Sa              | Do              | Lu              | Ma              | Me              | Gi              | Ve              | Sa              | Do              | Lu              | Ma              | Me              | Gi              | Ve              | Sa              | Do              |                 |
| Settembre       | Lu              | Ma              | Me              | Gi              | Ve              | Sa              | Do              | Lu              | Ma              | Me              | Gi              | Ve              | Sa              | Do              | Lu              | Ma              | Me              | Gi              | Ve              | Sa              | Do              | Lu              | Ma              | Me              | Gi              | Ve              | Sa              | Do              | Lu              | Ma              |                 |                 |
| Ottobre         | Me              | Gi              | Ve              | Sa              | Do              | Lu              | Ma              | Me              | Gi              | Ve              | Sa              | Do              | Lu              | Ma              | Me              | Gi              | Ve              | Sa              | Do              | Lu              | Ma              | Me              | Gi              | Ve              | Sa              | Do              | Lu              | Ma              | Me              | Gi              | Ve              |                 |
| Novembre        | Sa              | Do              | Lu              | Ma              | Me              | Gi              | Ve              | Sa              | Do              | Lu              | Ma              | Me              | Gi              | Ve              | Sa              | Do              | Lu              | Ma              | Me              | Gi              | Ve              | Sa              | Do              | Lu              | Ma              | Me              | Gi              | Ve              | Sa              | Do              |                 |                 |
| Dicembre        | Lu              | Ma              | Me              | Gi              | Ve              | Sa              | Do              | Lu              | Ma              | Me              | Gi              | Ve              | Sa              | Do              | Lu              | Ma              | Me              | Gi              | Ve              | Sa              | Do              | Lu              | Ma              | Me              | Gi              | Ve              | Sa              | Do              | Lu              | Ma              | Me              |                 |